# Gerichtsbezirk Arnau
Der Gerichtsbezirk Arnau (tschechisch: soudní okres Hostinné) war ein dem Bezirksgericht Arnau unterstehender Gerichtsbezirk im Kronland Böhmen. Er umfasste Gebiete im Norden Böhmens. Zentrum und Gerichtssitz des Gerichtsbezirks war die Stadt Arnau (Hostinné). Das Gebiet gehörte seit 1918 zur neu gegründeten Tschechoslowakei und ist seit 1991 Teil der Tschechischen Republik.

## Geschichte
Die ursprüngliche Patrimonialgerichtsbarkeit wurde im Kaisertum Österreich nach den Revolutionsjahren 1848/49 aufgehoben. An ihre Stelle traten die Bezirks-, Landes- und Oberlandesgerichte, die nach den Grundzügen des Justizministers geplant und deren Schaffung am 6. Juli 1849 von Kaiser Franz Joseph I. genehmigt wurde. Der Gerichtsbezirk Arnau gehörte zunächst zum Kreis Jičin und umfasste 1854 die 20 Katastralgemeinden Anseith, Arnau, Arnsdorf, Čermna, Hermannseifen, Kleinborowitz, Königreich, Kottwic, Mittel-Oels, Mohren, Mönchsdorf, Neustadtl, Nieder-Böhmisch-Praußnitz, Nieder-Oels, Ober-Böhmisch-Praußnitz, Ober-Oels, Oels-Döberney, Polkendorf, Proschwitz und Swěčin. Der Gerichtsbezirk Arnau bildete im Zuge der Trennung der politischen von der judikativen Verwaltung ab 1868 gemeinsam mit dem Gerichtsbezirk Hohenelbe (Vrchlabí) den Bezirk Hohenelbe.
Im Gerichtsbezirk Arnau lebten 1869 19.379 Menschen 1900 waren es 20.235 Personen. Der Gerichtsbezirk Arnau wies 1910 eine Bevölkerung von 20.310 Personen auf, von denen 19.784 Deutsch (93,4 %) und 408 Tschechisch (2,0 %) als Umgangssprache angaben. Im Gerichtsbezirk lebten zudem 118 Anderssprachige oder Staatsfremde.
Durch die Grenzbestimmungen des am 10. September 1919 abgeschlossenen Vertrages von Saint-Germain kam der Gerichtsbezirk Arnau vollständig zur neugegründeten Tschechoslowakei, wobei die Gerichtseinteilung bis 1938 im Wesentlichen bestehen blieb. Nach dem Münchner Abkommen wurde das Gebiet Teil des Landkreises Hohenelbe. Nach dem Zweiten Weltkrieg gehörte das Gebiet zum Okres Trutnov, dessen Behörden jedoch im Zuge einer Verwaltungsreform 2003 ihre Verwaltungskompetenzen verloren. Diese werden seitdem von den Gemeinden bzw. dem Královéhradecký kraj, zudem das Gebiet um Arnau seit Beginn des 21. Jahrhunderts gehört, wahrgenommen.

## Gerichtssprengel
Der Gerichtssprengel umfasste Ende 1914 die 17 Gemeinden Anseith (Souvrať), Arnau (Hostinné), Arnsdorf (Arnultovice), Hermannseifen (Rudník), Kleinborowitz (Borovnička), Kottwitz (Chotěvice), Mönchsdorf (Klášterská Lhota), Mohren (Javorník), Niederöls (Dolní Olešnice), Niederprausnitz (Dolní Brusnice), Oberöls (Horní Olešnice), Oberprausnitz (Horní Brusnice), Oels Döberney (Debrné), Polkendorf (Bolkov), Proschwitz (Prosečné), Switschin (Zvičina) und Tschermna (Čermná).